# Xã Allegheny, Quận Westmoreland, Pennsylvania
Xã Allegheny (tiếng Anh: Allegheny Township) là một xã thuộc quận Westmoreland, tiểu bang Pennsylvania, Hoa Kỳ. Năm 2010, dân số của xã này là 8.164 người.